# Aérodrome de Miyako
L'aéroport de Miyako (宮古空港, Miyako Kūkō), code IATA : MMY • code OACI : ROMY est un aéroport de Miyako-jima (île Miyako) à Miyakojima, Okinawa, au Japon . 

## Situation
| Naha Aguni Ishigaki Kitadaito Kume Minami-Daito Shimojishima Miyako Tarama Yonaguni Futenma Kadena |

## Compagnies aériennes et destinations
| Compagnies                                    | Destinations                                                               |
| --------------------------------------------- | -------------------------------------------------------------------------- |
| All Nippon Airways                            | Nagoya-Chūbu, Okinawa-Naha, Osaka-Kansai, Tokyo-Haneda En saison : Fukuoka |
| All Nippon Airways opéré par ANA Wings        | Ishigaki-Painushima, Okinawa-Naha                                          |
| Japan Airlines opéré par Japan Transocean Air | Okinawa-Naha, Tokyo-Haneda                                                 |
| Japan Airlines opéré par Ryukyu Air Commuter  | Ishigaki-Painushima, Okinawa-Naha, Taramajima (en)                         |

Édité le 07/01/2020

## Statistiques
Pour des raisons techniques, il est temporairement impossible d'afficher le graphique qui aurait dû être présenté ici.

Voir la requête brute et les sources sur Wikidata.